# Фельтског, Агнета
Агнета Осе Фельтског (Фельтскуг; швед. Agnetha Åse Fältskog; род. 5 апреля 1950, Йёнчёпинг) — шведская певица, автор песен, музыкальный продюсер. В 1968 году, выпустив успешную дебютную пластинку, Агнета Фельтског стала известна в родной стране, а мировую славу певице принесло участие в одной из самых успешных групп всех времён — ABBA.

## Биография

### 1950—1966: Ранние годы
Агнета Фельтског родилась в городе Йёнчёпинг, Смоланд, Швеция 5 апреля 1950 года. Она была первой из двух дочерей Ингвара Фельтскога (1922—1996), работавшего менеджером универсального магазина, и его жены Биргит Маргареты Юханссон (1923—1994). Сестра Агнеты, Мона, родилась в 1955 году. Ингвар проявлял большой интерес к музыке и шоу-бизнесу, тогда как Биргит была спокойной и заботливой женщиной, полностью посвятившей себя детям и мужу.
Свою первую песню «Två små troll» (рус. Два маленьких тролля) Агнета написала в шесть лет. В 1958 году брала уроки игры на фортепиано, а также начала петь в местном церковном хоре. На заре 1960-х вместе со своими подругами Леной Юхансон и Элизабет Струб организовала вокальное трио, которое выступало на местных концертных площадках, однако из-за малого количества приглашений коллектив быстро прекратил существование. В 15 лет Агнета бросила школу, чтобы сосредоточиться на карьере.

### 1966—1971: Первые успехи
Работая телефонисткой на местной машинной станции, Агнета параллельно участвовала в выступлениях танцевального коллектива под управлением Бернта Эргхарта. Однако вскоре из-за популярности коллектива Агнете пришлось выбирать между работой и сценой, и в следующие два года она успешно гастролировала с танцевальной группой. В это время она рассталась со своим парнем Бьорном Лиля; это событие вдохновило её на написание песни «Jag var så kär» (рус. Я была так влюблена), исполнение которой приносит коллективу широкую известность. Запись песни попала продюсеру Карлу Герхарду Люндквисту, которому понравился голос Агнеты, и он предложил ей заключить контракт. После некоторых колебаний Агнета согласилась и стала подопечной лейбла Cupol Records.
В октябре 1967 года Агнета записала песню «Jag var så kär», которая стала хитом номер один в Швеции. В 1968 году она с песней «Försonade» подала заявку на участие в конкурсе Melodifestivalen, который определял представителя от Швеции на конкурсе песни Евровидение, однако песня не прошла в финал. Затем последовали другие хиты и альбомы, большей частью написанные самой Агнетой. Она стала одной из самых популярных певиц Швеции того времени. Как она сама говорила в интервью, её песни были очень романтическими, а мелодии к ним приятными и запоминающимися. Некоторые из них были популярны в летних «песенных парках», например, романтическая мелодия Mina Ögon или французская Som Gladije со словами, написанными Стигом Андерсоном, который позднее стал менеджером группы ABBA.
В конце 1960-х Агнета познакомилась с немецким продюсером Дитером Циммерманном, с которым заключила контракт на выступление и запись синглов на немецком языке. Циммерман предрекал Агнете большой успех в ФРГ, однако ни одна из её песен так и не добилась большого успеха. После истечения контракта Агнета возвратилась в Швецию.
В 1971 году она записала сингл «Om tårar vore guld» (рус. Если бы слёзы были золотом). Один из датских композиторов заявил, что Фельтског использовала 22 такта из его композиции 1950-х годов. Судебный процесс был завершён только в 1977 году, тогда певице пришлось выплатить 5 000 шведских крон.
В 1972 году Агнета сыграла роль Марии Магдалины в шведской постановке мюзикла «Иисус Христос — суперзвезда».

### 1971—1982: Первый брак и участие в АВВА

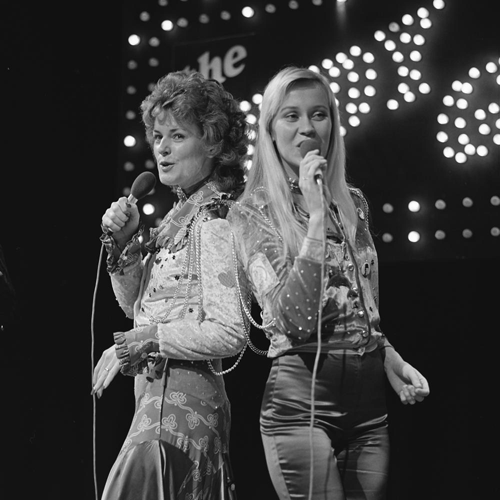
Анни-Фрид и Агнета в 1974 году

Своего первого мужа, музыканта Бьорна Ульвеуса, Агнета встретила в 1968 году: романтические отношения с ним возникли во время съёмок на шведском телевидении в мае 1969 года; тогда же она познакомилась с Анни-Фрид Лингстад и Бенни Андерссоном. Вместе они решают организовать квартет, который позже получит название ABBA. Первое совместное выступление их прошло в одном из ресторанов Гётеборга 1 ноября 1970 года.
6 июля 1971 года Агнета вышла замуж за Бьорна Ульвеуса. 23 февраля 1973 года она родила первого ребёнка — дочь Линду Ульвеус.
В 1975 году, уже будучи членом квартета ABBA, Агнета выпустила сольный альбом на шведском языке «Elva kvinnor i ett hus», альбом записывался во время производства альбомов квартета Waterloo и ABBA. Работа над альбомом велась с 1972 года, тогда уже она начала писать стихи для песен, однако запись часто откладывалась из-за занятости в группе, а позднее беременности. Пластинка стала весьма успешной, проведя 53 недели в официальном шведском чарте (больше, чем любой из альбомов ABBA), однако она так и не смогла войти в десятку лучших. Шведская версия суперхита «SOS» в исполнении Агнеты попала на четвертую позицию Svensktoppen.
4 декабря 1977 Агнета родила второго ребёнка — сына, которого назвали Кристианом. В конце 1978 года Агнета и Бьорн расстались, она покинула их общий дом в ночь на Рождество. При этом они решили, что их неприятности в семейной жизни не должны влиять на совместную работу в группе. Песня «The Winner Takes It All» была написана Бьорном после этих событий.
Агнета вновь попыталась принять участие в конкурсе Melodifestivalen, только теперь в качестве композитора. В 1981 году она совместно с Ингелой Форсман пишет песню «Men Natten Är Vår» (рус. Наша ночь) для молодой певицы Кики Моберг. Однако песня занимает лишь предпоследнюю позицию. В декабре того же года Агнета вместе со своей дочерью записывает альбом с рождественскими песнями Nu tändas tusen juleljus, он занял шестое место в шведском альбомном чарте.

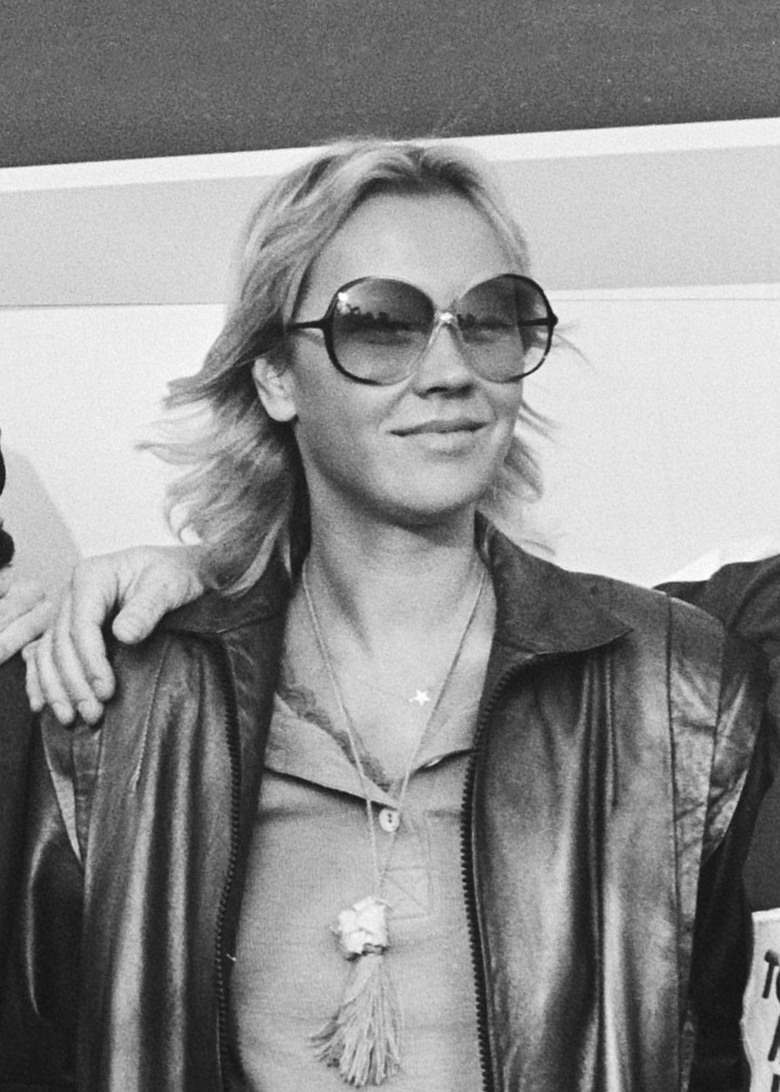
Агнета в аэропорту Роттердама в 1979 году

За время участия в группе АВВА певица солировала в следующих песнях: «Disillusion» (единственная песня, которую она написала сама лично для группы), «Hasta Mañana», «Dance (While the Music Still Goes On)», «SOS», «I’ve Been Waiting for You», «When I Kissed the Teacher», «My Love, My Life», «Move On», «Thank You for the Music», «Chiquitita», «As Good as New», «Kisses of Fire», «Dream World», «Gimme! Gimme! Gimme! (A Man After Midnight)», «The Winner Takes It All», «Happy New Year», «Lay All Your Love on Me», «Head Over Heels», «One of Us», «Soldiers», «Slipping Through My Fingers», «Under Attack» и «The Day Before You Came» (эта песня стала последней из записанных на тот момент квартетом песен).

### 1982—1988: Сольное творчество
Из-за спада популярности группы АББА её участники решили прекратить совместное творчество, и в конце 1982—начале 1983 года они уже практически не выступали. В интервью британской печати, появившемся в мае 2013 года, Фельтског вспоминала, что после распада коллектива она лечилась от депрессии, занимаясь йогой.
В 1982 году она и бывший бэк-вокалист АББА Томас Ледин выпустили совместный сингл «Never Again», которому удалось добраться до пятерки лучших чартов Швеции, Бельгии и ЮАР. Летом того же года Агнета снялась в фильме «Raskenstam». В 1983 году вышел альбом «Wrap Your Arms Around Me», рассчитанный в основном на слушателей в Северной Америке, однако неожиданно он стал весьма популярным в Европе, где занимал лидирующие позиции в хит-парадах, в том числе становился номером один в Швеции, Бельгии, Норвегии, Финляндии и Дании (самый продаваемый альбом года), в Великобритании альбом добрался до двадцатой строчки. В тот год было продано более полутора миллионов копий альбома. Синглы из альбома также пользовались большим успехом не только в Европе, но и в США, где сингл «Can’t Shake Loose» попал на двадцать девятую строчку чарта Billboard Hot 100.
В 1985 году Агнета записала следующий альбом «Eyes of a Woman», продюсером которого стал Эрик Стюарт из британской музыкальной группы «10cc». Альбом получил преимущественно положительные отзывы критиков. Пластинка попала на второе место в альбомном чарте Швеции, а также вошла в топ-20 Бельгии и Норвегии. Синглы из альбома имели умеренный успех. Следующий хит номер один в Швеции и Норвегии, «The Way You Are», был выпущен уже в следующем году совместно с Улой Хоканссоном.
Следующий альбом «Kom följ med i vår karusell» Агнета решила записать на шведском языке. На пластинке были записаны детские песни, в записи которых принимал участие также её сын Кристиан и детский хор. В 1987 году она получила премию «Грэммис» в категории «Детский альбом года» В том же году она работала и над новым альбомом «I Stand Alone», который спродюсировали Питер Сетера, бывший певец и бас-гитарист американской рок-группы Chicago, и Брюс Гайтч. Благодаря влиянию этих продюсеров пластинка отличается по звучанию от двух предыдущих работ Фельтског, выдержанных в европейских стилях. Диск стал самым продаваемым релизом 1988 года в Швеции, где он провёл на вершине хит-парада восемь недель. Кроме того, он вошёл в первую двадцатку Норвегии и Нидерландов. С синглом «I Wasn’t the One (Who Said Goodbye)» она вновь смогла войти в Billboard Hot 100 и Billboard Adult Contemporary.

### 1988—2004: Перерыв в карьере
После выпуска последнего англоязычного альбома Агнета надолго исчезла из мира музыки. За 17 лет она всего несколько раз появилась на публике, всё остальное время она провела фактически в изоляции в деревне Экерё.
В 1990 году вновь вышла замуж за хирурга Томаса Сонненфельда, однако через три года брак распался. В 1994 году мать Агнеты покончила с собой, после чего певица вновь впала в депрессию. В 1996 году у Агнеты не стало и отца.
В 1996 году в Швеции вышла её автобиография «Som jag är», а в следующем году книга была издана на английском языке As I Am. Также за это время было издано множество различных сборников лучших песен Агнеты на шведском, английском и немецком языках.

После АВВА я действительно очень устала от музыки и пения. Прошло несколько лет, прежде чем у меня проснулись интерес и желание сделать новый альбом. У меня началось состояние, которое можно назвать «боязнью микрофона» — чтобы сделать хороший звук, нужно быть к нему очень близко. А тогда слышен каждый вздох. Мне понадобилось время, чтобы преодолеть это.
— Агнета Фельтског

### 2004 — настоящее: Возвращение на сцену

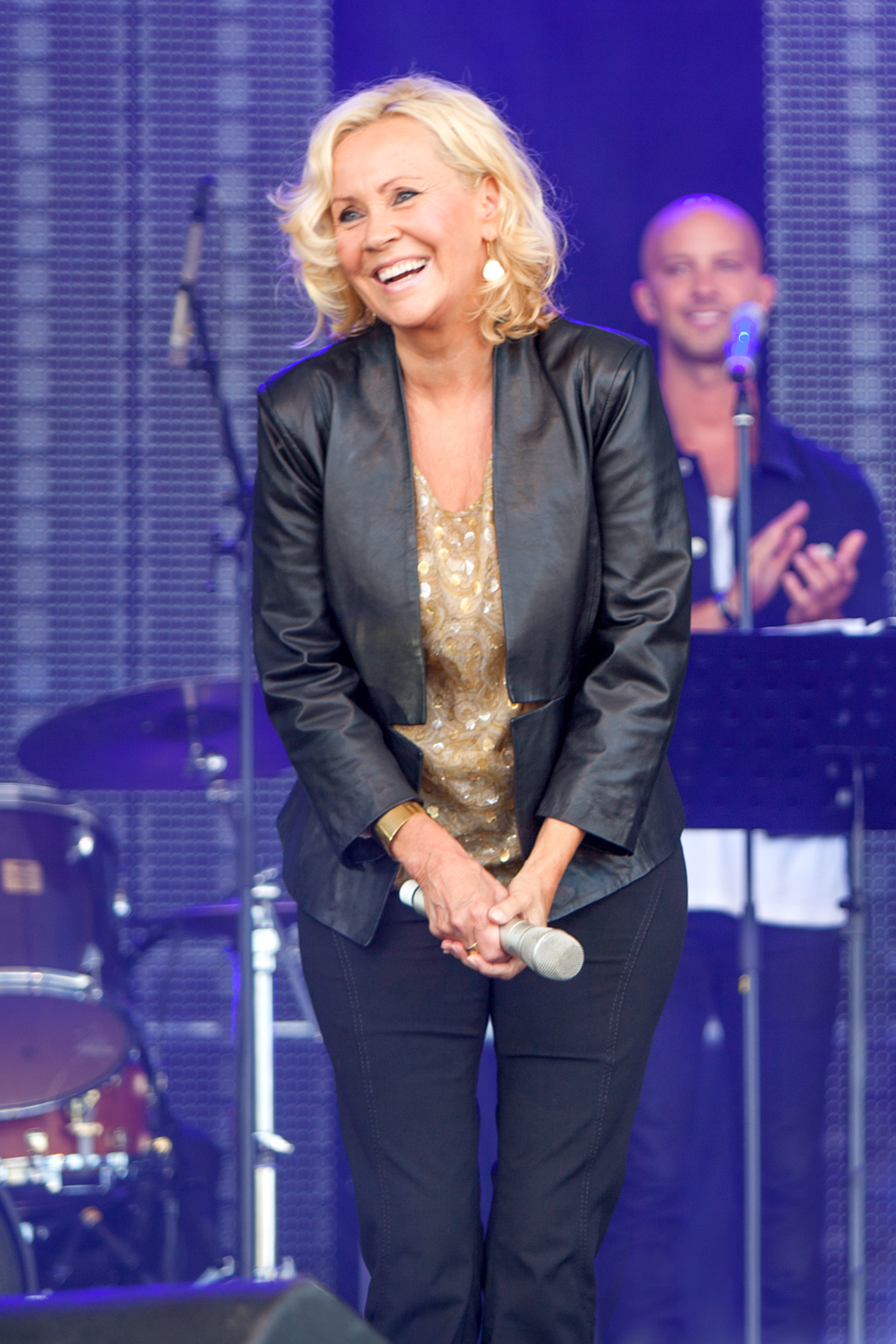
На фестивале Stockholm Schlager Night в 2013 году

В апреле 2004 года Агнета выпустила новый сингл «If I Thought You’d Ever Change Your Mind» (кавер-версия песни британской певицы Силлы Блэк), который достиг второго места в чартах Швеции и одиннадцатого в чарте Великобритании. Несколькими неделями позднее вышел альбом «My Colouring Book», составленный из кавер-версий певицы на хиты 1960-х годов. Альбом вошёл в топ-10 ряда стран Европы и был тепло встречен музыкальными критиками. В том же году она номинировалась на премию Nordic Music Awards как лучшая певица, а под Рождество дала первое обширное интервью последних лет.
В 2005 году состоялась премьера мюзикла «Mamma Mia!», которую она посетила вместе со своими бывшими коллегами по группе ABBA. В январе 2007 года Агнета появилась на финальном показе в Стокгольме во время торжества, которое проходило после окончания представления. 4 июля 2008 года она посетила премьеру уже фильма «Mamma Mia!» в Стокгольме.
В 2013 году Агнета работала над альбомом «A», презентация которого состоялась в Лондоне 13 мая. В альбом вошли только новые песни. 7 мая, находясь в британской столице, выступила перед поклонниками по телемосту в связи с открытием в Стокгольме музея группы АВВА, единственная из знаменитой «четвёрки» не смогла лично принять участие в его торжественном открытии. После того как вышел альбом, сняли документальный фильм BBC «Агнета: АББА и далее...».
В 2016 году в Великобритании выходит новая биография Агнеты, «Agnetha Fältskog — The Girl With The Golden Hair», написанная Дэниелом Уордом.
В апреле 2018 года Агнета присоединилась к участникам ABBA для записи новых песен.
В 2023 году Агнета в интервью CNN анонсировала выход альбома "A+", который является переосмыслением альбома 2013 года "A". Единственной новой песней стала выпущенная 31 августа 2023 года "Where Do We Go From Here?". Остальные песни будут с прежним вокалом, взятым из альбома "A", но с новой музыкальной аранжировкой.

## Личная жизнь
6 июля 1971 года Агнета вышла замуж за Бьорна Ульвеуса. Романтические отношения с ним возникли во время съёмок на шведском телевидении в мае 1969 года. У них родилось двое детей: дочь Линда Элин родилась 23 февраля 1973 года и сын Кристиан — 4 декабря 1977. Агнета и Бьорн расстались в конце 1978 года, развелись окончательно годом позже. В 1990 вышла замуж ещё раз, за хирурга Томаса Сонненфельда, пара развелась через три года.
Певица страдает аэрофобией после случая во время североамериканского турне, когда самолёт был вынужден совершить аварийную посадку из-за того, что попал в торнадо. С тех пор, говорит Агнета, она согласна перемещаться только на автобусе, даже несмотря на аварию в 1983 году.

## Дискография
Альбомы на шведском языке
- Agnetha Fältskog (1968)
- Agnetha Fältskog Vol. 2 (1969)
- Som jag är (1970)
- När en vacker tanke blir en sång (1971)
- Elva kvinnor i ett hus (1975)
- Nu tändas tusen juleljus (1981)
- Kom följ med i vår karusell (1987)

Альбомы на английском языке
- Wrap Your Arms Around Me (1983)
- Eyes of a Woman (1985)
- I Stand Alone (1987)
- My Colouring Book (2004)
- A (2013)

Альбом на немецком языке
- Geh' Mit Gott (сборник; 1994)

## Фильмография
| Год  | Название      | Роль             |
| ---- | ------------- | ---------------- |
| 1977 | «ABBA: Фильм» | Играет саму себя |
| 1982 | Nöjesmaskinen | Играет саму себя |
| 1983 | Raskenstam    | Лиза Маттсон     |

## Награды
- Командор I класса ордена Вазы (2024 год)[31].